# Úny
Úny é um município da Hungria, situado no condado de Komárom-Esztergom. Tem 11,58 km² de área e sua população em 2015 foi estimada em 685 habitantes.